# Saison 3 de L'Apprentie maman
 (septembre 2017).
Si vous disposez d'ouvrages ou d'articles de référence ou si vous connaissez des sites web de qualité traitant du thème abordé ici, merci de compléter l'article en donnant les références utiles à sa vérifiabilité et en les liant à la section « Notes et références ».
Chronologie
Saison 2
Cet article présente les épisodes de la troisième saison de la série L'Apprentie maman diffusée depuis le 19 septembre 2015 au 19 décembre 2015 sur Nickelodeon.

## Épisodes

### 1. Titre français inconnu (Fear Factor)
- États-Unis: 19 septembre 2015

- États-Unis: 0.314 millions de téléspectateurs

### 2. Titre français inconnu (Mysteries of Maggie)
- États-Unis: 19 septembre 2015

- États-Unis: 0.362 millions de téléspectateurs

### 3. Titre français inconnu (Ship of Fool)
- États-Unis: 26 septembre 2015

- États-Unis: ? millions de téléspectateurs

### 4. Titre français inconnu (No Retreat, No Surrender)
- États-Unis: 26 septembre 2015

- États-Unis: ? millions de téléspectateurs

### 5. Titre français inconnu (Bawamo Shazam)
- États-Unis: 3 octobre 2015

- États-Unis: ? millions de téléspectateurs

### 6. Titre français inconnu (Driving Ms. Crazy)
- États-Unis: 3 octobre 2015

- États-Unis: ? millions de téléspectateurs